# Dolmen de Menez Goarem ar Feunteun
Les vestiges du site mégalithique de Menez Goarem ar Feunteun sont situés au nord du Ster Nibilik, à Lesconil, dans la commune bigoudène de Plobannalec-Lesconil, dans le Finistère, en France. Au XIXe siècle, le site comprenait plus d'une quinzaine de tumulus répartis sur dix à douze hectares d'un terrain à présent urbanisé. Le site est désormais pratiquement complètement détruit mais on le connaît par la description qu'en a faite Paul du Chatellier en 1883.
Pour Jean L'Helgouac'h, c'est à Menez Goarem ar Feunteun que l'on trouvait les plus intéressants dolmens à chambre compartimentée. Les vestiges d'un dolmen sont classés.

## Toponymie
En breton, menez signifie « mont » et désigne généralement une hauteur. Il s'agit ici d'un plateau en pente douce vers la mer, sur le versant duquel se trouvaient les tumulus. Gwaremm, le plus souvent écrit goarem, signifie « terrain pierreux à flanc de coteau » ou « garenne ». Adjectif, il signifie « abandonnée » (en parlant d'une maison, d'une localité). Feunteun signifie « fontaine ».

## Historique
En 1877, Louis Flagelle situait les mégalithes à 400 m à l'est de Kerdalae (un des deux hameaux originels de Lesconil), « près de la fontaine ». Sans entrer dans le détail, Flagelle évoque un « superbe monument, composé de tumulus, de dolmens, d'allées couvertes, tuiles, urnes, etc. ».
Le site couvrait dix à douze hectares et comptait une douzaine de tumulus (comportant chacun un ou plusieurs dolmens) qui s'élevaient d'ouest en est sur 260 mètres entre la fontaine et le Ster, du nord au sud sur 135 mètres au nord du Ster Nibilik trois tumulus se trouvant à l'écart, à 170 m plus au nord, à Menez Veil.
Au XVIIIe siècle, les bords du Ster sont inhabités. Il n'y a qu'une maison de garde-côtes, à Menez Ty Gouard.  En 1851, il y a déjà une vingtaine de pêcheurs. Un nouveau quartier se construit, au sud du Ster Nibilik : les Quatre-Vents. Au début des années 1870, il compte une quinzaine de maisons. En 1879, il y a 150 pêcheurs à Lesconil. Le site de Menez Goarem ar Feunteun n'est d'abord qu'un terrain vague où chacun vient se servir librement en pierres. Plus tard, lorsqu'il est loti, les propriétaires trouvent sur leur terrain de quoi construire leur maison. 
Les ruines d'un dolmen, situées dans un jardin et visibles de la rue Jules-Ferry, sont classées monument historique par décret du 10 novembre 1921.

## Fouilles de Paul du Chatellier
Le site est déjà bien outragé lorsque Paul du Chatellier effectue ses recherches en 1881. Il en dresse un plan, très détaillé, à l'échelle, mais n'offrant pas de repères pérennes : la fontaine n'y figure pas, et le tracé du Ster et du Ster Nibilik est tout symbolique. Le carrier vient de mourir. Du Chatellier prédit : « Il est à craindre, hélas ! qu'il se trouve des continuateurs de son œuvre destructive, et que, bientôt, il ne reste, de la nécropole de Lesconil, que le plan que nous en avons levé et les notes ici consignées à la suite de son exploration. » Il voit juste, puisque le site est aujourd'hui en zone urbaine, et qu'il ne reste plus des quinze tumulus que de rares vestiges éparpillés. 
À l'est, près du Ster, Du Chatellier trouve en assez bon état le beau dolmen qu'il désigne par la lettre A. Celui-ci mesure 11 m, pour une hauteur sous table de 1,55 m. Il n'est couvert que de 4 tables, toutes sur le couloir, et distantes les unes des autres. 
Le couloir ouvre à l'est. Long de 6 m, large de 1 m à l'entrée, légèrement courbe, il s'élargit progressivement jusqu'à atteindre 2 m en débouchant dans la chambre. Ses parois alternent mégalithes et pierre sèche.
La chambre, dont la paroi nord prolonge quasiment la paroi nord du couloir, est de forme ovoïde. Elle mesure 3 × 5 m. Jean L'Helgouach estime qu'elle était « très probablement couverte par encorbellement ».